# أنطوني باين
أنطوني باين (بالإنجليزية: Anthony Payne)‏ هو عالم موسيقى وملحن بريطاني، ولد في 2 أغسطس 1936 في لندن الكبرى في المملكة المتحدة.

## وصلات خارجية
- أنطوني باين على موقع IMDb (الإنجليزية)
- أنطوني باين على موقع ميوزك برينز (الإنجليزية)
- أنطوني باين على موقع ديسكوغز (الإنجليزية)